# Comuna Beretinec, Varaždin
Beretinec este o comună în cantonul Varaždin, Croația, având o populație de 2.176 de locuitori (2011).

## Demografie
Componența etnică a comunei Beretinec
     Croați (99,49%)
     Necunoscut (0%)
     Neclasificat (0,46%)
Componența confesională a comunei Beretinec
     Catolici (97,29%)
     Protestanți (1,06%)
     Necunoscută (0,37%)
     Alte religii (1,29%)
Conform recensământului din 2011, comuna Beretinec avea 2.176 de locuitori. Din punct de vedere etnic, majoritatea locuitorilor (99,49%) erau croați. Din punct de vedere confesional, majoritatea locuitorilor (97,29%) erau catolici, cu o minoritate de protestanți (1,06%). Pentru 0,37% din locuitori nu este cunoscută apartenența confesională.